# Placage (bois)
Pour les articles homonymes, voir Placage.

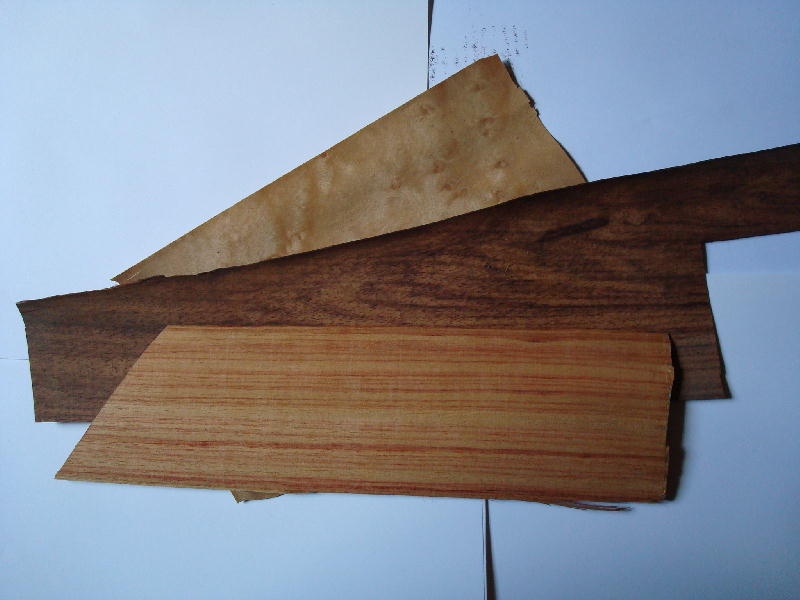
Feuilles de placage

En menuiserie et en ébénisterie, le placage est l'application de feuilles de bois collées en revêtement sur un assemblage de menuiserie. Dans un sens restreint pour un meuble donné, le placage est l'ensemble des feuilles qu'il comporte.
À l'origine, cette technique était surtout utilisée pour permettre un rendu de bois précieux (produits en petites quantités, venant de loin, ...) ou de la marqueterie, sur un bois plus adapté à la structure (parce que moins cher, plus facile à travailler, plus durable ou toute autre qualité). Ce type d'utilisation reste d'actualité, mais il faut y ajouter la réalisation de panneaux de multiplex, aussi appelé contreplaqué.
En construction, les surfaces bâties en  matériaux communs peuvent être plaquées avec des matériaux plus nobles (placage de marbre par exemple).

## Méthode de fabrication

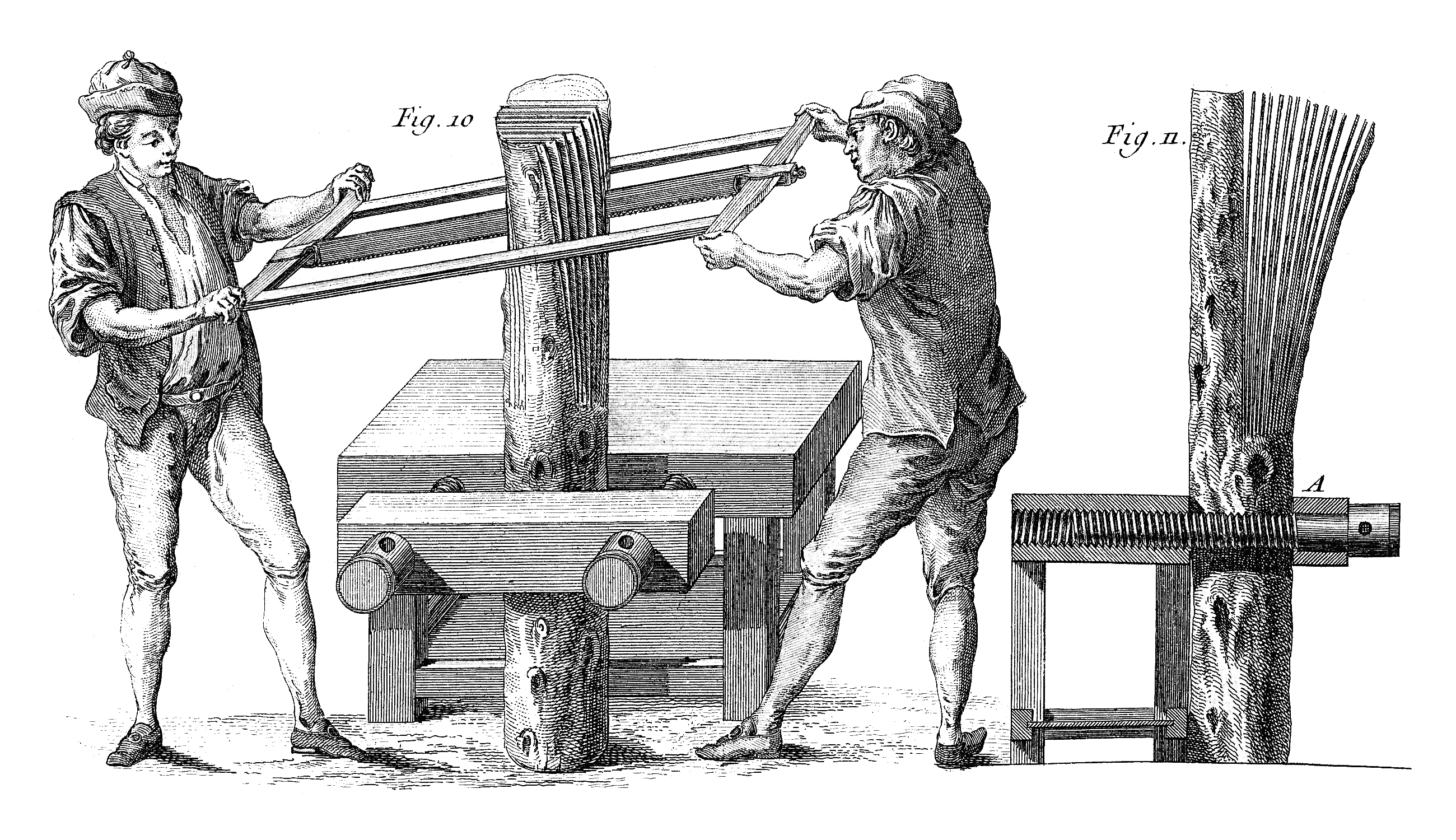
Le sciage du placage par André-Jacob Roubo.

À partir de la deuxième moitié du XVIIe siècle (sous le règne de Louis XIV) le bois était débité en feuilles d'à peu près 2,25 mm (1 ligne soit 1/12e de pouce selon le système de mesure de l'époque) manuellement d'abord, puis mécaniquement à l'aide d'une scie à bois montant à partir du XIXe siècle et actuellement soit avec des machines du XIXe conservées en bon état de marche (vapeur), soit avec leur équivalent moderne (électrique) permettant un débit d'une épaisseur de seulement 1,2 mm.
La mécanisation permet également de trancher la bille de bois à l'aide d'une trancheuse (sorte de rabot géant) permettant ainsi une épaisseur de 6/10e de millimètre et aucune perte de matière (contrairement au sciage).
Un troisième type de placage est le déroulé, qui est obtenu en déroulant littéralement une bille de bois, comme un rouleau de papier, après étuvage. Cette dernière technique permet l'obtention de surfaces bien plus grandes utilisées notamment pour la réalisation de panneaux de multiplex (contreplaqué) ou pour donner un aspect « bois » à des panneaux de fibre (aggloméré ou mdf) fréquents dans l'ameublement moderne en kit.
En outre ces feuilles de placage sont très utilisées en marqueterie.
Il est également possible de protéger le placage réalisé à l'aide de contrecolleuses et de presses afin de déposer une couche de plastique transparent en couche de finition, généralement constituée d'un adhésif thermofusible, afin d'améliorer la résistance aux agressions externes ou l'aspect visuel du produit.

## Utilisation

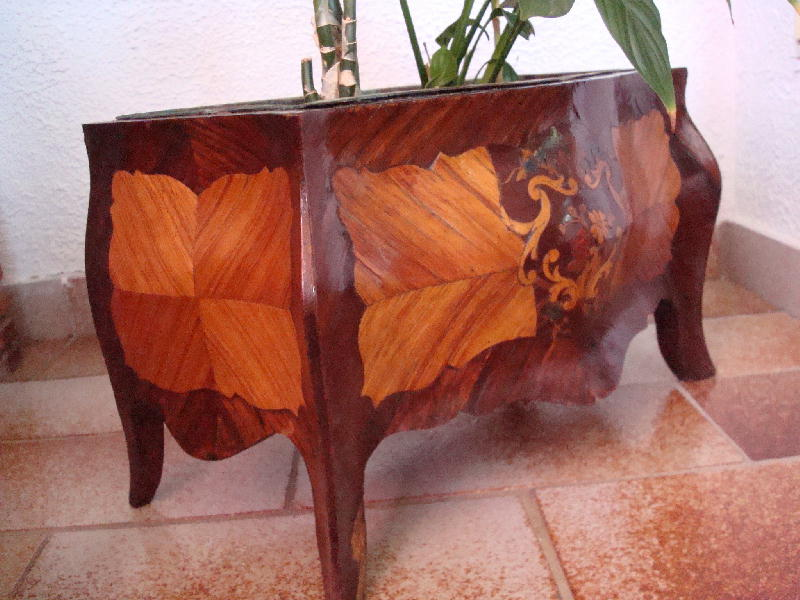
Jardinière marquetée

La pratique du placage de bois remonte à quelques siècles. La fabrication de meubles était souvent réalisée avec des bois pauvres ou très diffusés (sapin, peuplier, chêne), puis recouvert, par collage, avec de la colle à l'os ou à base de caséine, d'une feuille de bois plus noble (noyer, palissandre, etc., etc.).
Les objets plus petits, toujours réalisés avec des bois courants (qui ne travaillaient pas au cours du temps), étaient recouverts de morceaux de placage de différentes essences et disposés de manière à former un dessin, une image ou tout autre motif selon l'inspiration de l'artisan.
Une autre utilisation qui s'est généralisée est le contreplaqué, (latté ou non) utilisé dans tous les domaines : ameublement, marine, décoration, etc.